# Rhombotoya maculipennis
Rhombotoya maculipennis är en insektsart som först beskrevs av Rauno E. Linnavuori 1962.  Rhombotoya maculipennis ingår i släktet Rhombotoya och familjen sporrstritar. Inga underarter finns listade i Catalogue of Life.